# Episodi di Shameless (serie televisiva 2011) (sesta stagione)
La sesta stagione della serie televisiva Shameless, composta da 12 episodi, è stata trasmessa in prima visione assoluta negli Stati Uniti dal canale via cavo Showtime dal 10 gennaio al 3 aprile 2016.
In Italia la stagione è stata trasmessa da Premium Stories, canale a pagamento della piattaforma Mediaset Premium, dal 5 maggio al 16 giugno 2016; in chiaro è stata trasmessa da Italia 2 dal 20 febbraio al 3 aprile 2017.
| nº | Titolo originale                   | Titolo italiano                    | Prima TV USA     | Prima TV Italia |
| -- | ---------------------------------- | ---------------------------------- | ---------------- | --------------- |
| 1  | I Only Miss Her When I'm Breathing | Amore oltre la morte?              | 10 gennaio 2016  | 5 maggio 2016   |
| 2  | #AbortionRules                     | La ricaduta                        | 17 gennaio 2016  | 5 maggio 2016   |
| 3  | The F Word                         | La parola con la F                 | 24 gennaio 2016  | 12 maggio 2016  |
| 4  | Going Once, Going Twice            | Sfratto                            | 31 gennaio 2016  | 12 maggio 2016  |
| 5  | Refugees                           | Rifugiati                          | 7 febbraio 2016  | 19 maggio 2016  |
| 6  | NSFW                               | A mali estremi                     | 14 febbraio 2016 | 19 maggio 2016  |
| 7  | Pimp's Paradise                    | Il ragazzo di casa                 | 21 febbraio 2016 | 26 maggio 2016  |
| 8  | Be a Good Boy. Come for Grandma.   | Abitudini pericolose               | 6 marzo 2016     | 26 maggio 2016  |
| 9  | A Yurt of One's Own                | L'anello mancante                  | 13 marzo 2016    | 2 giugno 2016   |
| 10 | Paradise Lost                      | Il paradiso perduto                | 20 marzo 2016    | 2 giugno 2016   |
| 11 | Sleep No More                      | Non dormire più                    | 27 marzo 2016    | 9 giugno 2016   |
| 12 | Familia Supra Gallegorious Omnia!  | La famiglia nonostante i Gallagher | 3 aprile 2016    | 16 giugno 2016  |

## Amore oltre la morte?
- Titolo originale: I Only Miss Her When I'm Breathing
- Diretto da: Christopher Chulack
- Scritto da: John Wells

### Trama
Frank si chiede perché l'amata Bianca Samson gli sia stata portata via, quindi inizia a confessarsi e andare in chiesa ripetutamente, per poi cercare risposte in tutte le religioni esistenti. Mickey si trova in prigione per tentato omicidio nei confronti di Sammy e qui aiuta la mafia russa per conto di Svetlana, che divide i soldi guadagnati 50-50. Quest'ultima paga Ian per andare con lei da Mickey, questo mostra a Ian il suo nuovo tatuaggio "casalingo", che riporta proprio il nome del ragazzo (che gli fa notare di aver sbagliato a scriverlo). Dopo piccoli sguardi e sorrisi Mickey chiede a Ian di aspettarlo per almeno 8 anni, ma intanto finisce il tempo, così Ian mente dicendo che lo aspetterà. Carl è uscito di prigione e, dopo un breve festino di bentornato, fa sapere che avrà un amico per un pigiama party, un enorme diciottenne nero che è andato in prigione a 9 anni per aver dato fuoco al padre. Lip continua la sua relazione complicata con la sua professoressa Helene Runyon. Quando però Joaquin gli dice che secondo alcune indiscrezioni Helene starebbe facendo sesso con un altro ragazzo, lui va a casa sua e picchia un ragazzo che vede uscire dalla casa, dopodiché scopre che si tratta del figlio di Helene. Intanto, Debbie mente a Fiona dicendole di non essere incinta. Successivamente viene a sapere che il suo fidanzato, Derek, è partito senza dirle niente. Fiona scopre la bugia di Debbie tramite i genitori di Derek, andati a casa Gallagher per parlare della situazione.

## La ricaduta
- Titolo originale: #AbortionRules
- Diretto da: Iain B. MacDonald
- Scritto da: Nancy M. Pimental

### Trama
Debbie è sempre convinta di voler tenere il bambino, ma vedendo Fiona contraria, decide di dimostrarle che sarebbe in grado di prendersene cura, quindi frequenta la scuola facendo finta che un sacchetto di farina sia sua figlia, Desiree. Durante le lezioni chiede quindi di poter "cambiare" il bambino e sui mezzi pubblici vuole il posto seduta, attirando lo scherno di tutti. Durante la pausa va da due sue coetanee anche loro madri e, quando le dicono tutti i contro di avere un bambino a quell'età, sembra scossa, ma rimane convinta a tenerlo. Successivamente prova ancora a chiamare Derek, ma la segreteria telefonica dice che il numero è inesistente o fuori servizio, quindi va nel negozio dove lavora la sorella di Derek e questa le rivela che non sono stati i genitori a trasferirlo in Florida, ma l'ha voluto lui stesso perché vuole diventare pilota. Risentita, Debbie torna a casa, dimenticando il sacchetto di farina sull'autobus. Arrivata a casa ha uno scontro con Fiona, interrotto dall'arrivo di Lip. Carl inizia ufficialmente la vita da criminale, vendendo agli alunni armi introdotte illegalmente nello scuola corrompendo un professore e rapinando negozi del quartiere. Fiona è stata promossa al Patsy's Pies, ma tutti sembrano odiarla per il nuovo incarico: in particolare Ian, dopo una discussione sul fatto che lei gli sta sempre col fiato sul collo per le medicine e per il lavoro, si licenzia. Quando va nel retro per sfogarsi con Sean, lui le rivela che la sera precedente si è fatto di eroina mentre puliva l’armadietto di Otis. Quindi se ne va, in quanto è arrivata la signora che deve controllare se Fiona è pulita e ha paura che controlli anche lui. Fiona risulta pulita, ma la signora le fa notare che è incinta. Lip continua ad avere rapporti sessuali con Helene, ma sembra "disturbato" dalla presenza del marito. Helene quindi dice che dovrebbe ucciderlo, senza lasciargli capire se è seria o meno. Prima di andarsene incontra Dylan, che ironizza sulla rissa dicendo che in realtà si scopa suo papà, e Theo stesso, che gli dice che sta facendo sesso con Helene solo perché lui glielo permette. All'Alibi la clientela continua ad aumentare grazie a un articolo che ha recensito il bar come il peggior del South Side. Svetlana continua a gestirlo, insultando i clienti (su loro richiesta) e facendo pagare prezzi esorbitanti per bevande e strutture di cui il bar si sta arricchendo, come una macchina per il caffè rubata da Carl e un karaoke. Frank qui incontra un uomo che gli suggerisce di togliersi Bianca dalla testa dando fuoco a tutto ciò che le rimane di lei. Lui accetta, ma quando va all'ospedale incontra un'amica di Bianca che gli dice che l'unico motivo per cui lei provava interesse per lui era il cancro in fase terminale. Frank decide quindi di travestirsi e andare in oncologia per trovare un'altra persona in fase terminale, che si rivela essere Hilary, una signora a cui il cancro è appena stato diagnosticato. Lui le racconta tutto ciò che fatto con Bianca e le fa fumare del crack, ma quest'ultima gli muore tra le braccia. Lisa e Lisa (le due lesbiche) hanno fatto portare via i cani di Yanis, loro vicino greco, per il rumore e l'idrofobia, ma Yanis continua imperterrito. Kev, esasperato cerca di risolvere il problema e prende in mano la situazione, ideando un piano che però ha gravi conseguenze: decide infatti di tagliare il cavo dell'alimentazione della moto, ma il mattino successivo Yanis è ancora sulla moto, rumorosa come sempre. Quando V gli fa notare che potrebbe aver sbagliato cavo, lui si rende conto che ha tagliato quello dei freni, nell'esatto momento in cui Yanis ha un incidente scontrandosi con una macchina.

## La parola con la F
- Titolo originale: The F Word
- Diretto da: Nisha Ganatra
- Scritto da: Krista Vernoff

### Trama
Debbie riceve il supporto per la sua gravidanza da una persona inaspettata: Frank, che è molto eccitato all'idea di diventare nonno. Debbie ha sparso la voce che Fiona è incinta e organizza una riunione di famiglia per convincerla a tenere il bambino, ma Fiona non sembra minimamente toccata. Debbie durante la scuola esce e torna a casa piangente per dire a Fiona che supporterà la sua decisione, ma che ha bisogno che lei supporti la sua. Quest'ultima, però, le dà un ultimatum: abortire o andarsene di casa, dicendo che non cambierà pannolini e non si sveglierà nel mezzo della notte per accudire il bambino, perché Debbie non vivrà con loro. Carl ci prova con una ragazza e intanto porta avanti la sua "carriera" di criminale, arrivando a vendere armi ai professori e persino allo stesso preside. Dopo essersi licenziato dal Patsy's, Ian chiede aiuto a Lip che gli trova un lavoro nella sua università come bidello. Dopo una nottata a base di alcol e marijuana, Ian si ritrova a dover pulire, ma quando Lip si offre di aiutarlo, i due hanno uno scontro e arrivano alle mani, rendendosi conto di essere due persone completamente diverse rispetto a quando erano ragazzi. Kev si sente in colpa per quello che è accaduto al suo vicino di casa, costretto sulla sedia a rotelle per colpa sua. Tenta più volte di rivelarglielo, ma V sembra convincerlo che in realtà ha fatto un'opera di bene perché il vicino non piace a nessuno e ora non può più nuocere. Fiona rivela a Sean di essere incinta e di voler abortire, dicendogli che non vuole la sua opinione in merito, come lei non può averne una sulla sua ricaduta; lui non sembra molto turbato. Successivamente Fiona va a incontrare di nuovo Gus: è decisa a porre fine al matrimonio. Lo incontra a un suo concerto con l'idea di lasciarlo e andarsene ma, dopo che lui le dice di essere felice di vederla e di averle dedicato una canzone, decide di resta. La canzone tuttavia si rivela essere sul loro rapporto e sulle relazioni extraconiugali di Fiona, imbarazzata in mezzo al pubblico. Dopo il concerto torna a casa con Sean, e trova sulla porta un avviso di sfratto, come quello ricevuto dai latino-americani accampati nel loro giardino.

## Sfratto
- Titolo originale: Going Once, Going Twice
- Diretto da: Christopher Chulack
- Scritto da: Davey Holmes

### Trama
Patrick manda all'asta la casa dei Gallagher, quindi Fiona cerca di racimolare i soldi necessari per comprarla. Su suggerimento di Sean decide di farsi fare un prestito dalla banca, ma ha bisogno di 3500$ come anticipo, che Carl si propone prontamente di offrire, ma Fiona è contraria. Successivamente va a impegnare l'anello di fidanzamento datole da Gus per 1900$, e Sean le fornisce gli altri 950$ necessari. La situazione di Kevin con il vicino di casa va di male in peggio: quest'ultimo infatti continua a minacciare vendetta contro quello che crede essere il responsabile, un avvocato che vive in fondo alla strada con tutta la famiglia, e vuole dare fuoco alla casa. Mentre si sta dirigendo lì per attuare il suo piano, Kevin lo nota e prima che lanci la molotov gli confessa che è stato lui. Yanis reagisce infuriato lanciandogli una bottiglia, ma mentre sta per lanciare la seconda questa si rompe, così prende fuoco davanti agli occhi di un Kevin che resta a guardare sconvolto. Carl riesce a far colpo su Dominique, regalandole una bici. L'Alibi attraversa problemi finanziari, quindi Veronica e Svetlana cercano il locale che i loro clienti hanno iniziato a frequentare. Lì V incontra la proprietaria e tenta di capire come  può far affondare il bar per far tornare in voga l'Alibi, ma questa le dice che non c'è più speranza. Ian, dopo un incidente, inizia ad andare alla caserma dei pompieri che lo hanno salvato. Incontra il pompiere che gli ha salvato la vita, ma scopre che è sposato e ha due figli; incontra anche un pompiere che di passione fa lo scultore e ha una casa vicino all'aeroporto e Ian sembra interessato ad andare a visitarla. Frank vuole garantire un rifugio sicuro e un futuro a Debbie e al suo bambino con mezzi privi di scrupoli: continua infatti a lavorare come supporto per i pazienti affetti da cancro. Prima offre a Debbie di andare a vivere con un vecchio in fase terminale e poi con una famiglia in cui sta per morire la madre. Frank è entusiasta della casa e vuole lavorare lì come lavapiatti; Debbie invece non è troppo convinta, ma sembra ricredersi completamente quando il marito arriva a casa. Lip va a una convention con Helene e trascorrono insieme il fine settimana. Lei deve tenere una conferenza sulla quale si sta preparando da tre anni ma, quando scopre che delle lettere recentemente scoperte smontano completamente la sua tesi, si ubriaca, arrivando a proporre a Lip un rapporto sessuale nell'ascensore. In stanza vomita nel bagno e rivela a Lip che all'inizio del loro rapporto cercava soltanto qualcosa di temporaneo, ma che adesso è diventato qualcosa di più. Il mattino successivo tuttavia lei gli chiede di dimenticare tutto ciò che ha detto. Dato che potrebbero perdere la casa da un momento all'altro, Fiona chiede a Sean se c'è qualcosa che dovrebbe sapere, dato che sta valutando l'offerta di andare a vivere con lui: lui le rivela che è andato in prigione anche per omicidio, oltre che per la droga. I Gallagher pensano di aver messo insieme abbastanza soldi per compare la casa, ma durante l'asta le offerte superano i 100000$ che loro avevano preventivato: una famiglia risulta la migliore offerente con 130000$, quindi la casa va a loro.

## Rifugiati
- Titolo originale: Refugees
- Diretto da: Wendey Stanzler
- Scritto da: Etan Frankel

### Trama
Il rapporto tra Lip ed Helene ha un risvolto negativo: Amanda, l'ex di Lip, gli chiede di entrare nella sua stanza per fotografare il nudo che aveva dipinto sulla parete, ma quando senta squillare il telefono di Lip, decide che vuole vendicarsi e pubblica una vecchia foto di Helene nuda nel letto di Lip. I Gallagher sono stati sfrattati e ognuno vive in un posto diverso: Fiona e Liam vivono da Sean, Ian dorme all'università con Lip, Carl in un hotel di lusso e Debbie nella camera degli ospiti della famiglia a cui fa da babysitter, dopo aver fatto aprire gli occhi al signor Wexler sulle reali condizioni della moglie. Frank fa conoscenza con la signora Wexler e vuole farle fare le stesse esperienze che ha affrontato con Bianca, ma scopre che l'aveva giudicata male, dato che sembra abbia già abusato di droghe e fatto le esperienze più disparate. Il figlio di Sean va a casa del padre per una visita. Sentendosi in colpa per quello che è successo a Yanis, Kev decide di accogliere alcuni bambini asiatici nella sua casa, decisione non molto apprezzata da Veronica, anche se dopo inizierà ad ammorbidirsi e accettarlo. Ian, intanto, partecipa a una raccolta fondi dei vigili del fuoco, dove incontra anche Tony, con l'intenzione di andare a letto con Caleb; Caleb, però, vuole prima un appuntamento e Ian accetta.

## A mali estremi
- Titolo originale: NSFW
- Diretto da: Jake Schreier
- Scritto da: Sheila Callaghan

### Trama
Fiona scopre che per riavere la casa dei Gallagher ha bisogno della firma di Gus, che per la legge è ancora suo marito. Organizza quindi un incontro col marito, prima all'Alibi e poi al Patsy's. Gus mostra tutto il rancore che prova per Fiona e per questo non firma i documenti anzi vi rovescia sopra una tazza di caffè, impedendo così a Fiona di comprare la casa. Lip ha il cuore a pezzi per il modo in cui è finita la sua relazione con Hélène e davanti alla commissione entrambi confessano ciò che hanno fatto. Dopo ciò, Lip tenta di fare capire a tutti che ciò che hanno fatto è umano, ma lei dice di non contattarla più per non peggiorare la situazione più di quanto abbia già fatto. Dopo aver appreso che Erika è in via di guarigione, Frank incoraggia Debbie a prendere decisioni drastiche per salvaguardare la loro futura condizione di vita: le dice infatti che dovrà avere un rapporto sessuale con lei, cosa che avviene quando Erika, dopo aver scoperto di essere in remissione, entra nella stanza di Debbie e dice che vuole vivere la sua seconda vita pienamente, elencando cose che vorrebbe fare, tra cui appunto avere rapporti con donne. Nick uccide a martellate un bambino che gli aveva rubato la bici. Carl, traumatizzato da quanto l'amico ha fatto, comincia a rendersi conto che la vita del gangster non fa per lui. La madre di Sammie, Queenie, rientra a far parte della vita di Chuckie e Frank. Veronica scopre che uno dei bambini rifugiati che Kev ha accolto in casa loro in realtà è una bambina e inizia a instaurare un rapporto con lei, leggendole fiabe. Fiona abortisce. Quando Carl scopre che Fiona non è riuscita a far firmare Gus, dissotterra una borsa piena di soldi che poi consegna a Fiona perché possa ricomprare la casa. Ian e Caleb hanno un appuntamento, ma il primo è molto teso e risponde quasi a monosillabi alle domande del secondo; quando questi viene chiamato alla caserma, Ian gli propone di andare con lui. Si rivela utile perché riesce a fasciare il braccio di una donna rottole dall'uomo che questa ha pugnalato. Dopo ciò, Ian va nello studio di Caleb e i due si baciano.

## Il ragazzo di casa
- Titolo originale: Pimp's Paradise
- Diretto da: Peter Segal
- Scritto da: Dominique Morisseau

### Trama
Dopo aver ricomprato la casa, Carl la trasforma radicalmente, impostando impianti stereo e arrivando addirittura a collegare i due piani attraverso uno scivolo. Frank mette in atto alcune strategie per fare in modo che Queenie non se ne vada di nuovo. Debbie sta per essere licenziata dai Wexler e prima di prendere misure drastiche, Frank le propone l'alternativa di tornare a casa. Qui incontra Queenie, che le propone rimedi naturali per prendersi cura del bambino. Lip continua a sperimentare gli effetti della sua recente rottura. Inoltre è stato cacciato dal dormitorio, ma una ragazza lo invita a dormire nella casa della sua fratellanza in cambio di un lavoro e lui accetta. Successivamente si ubriaca e va a casa di Hélène, dove urla che non ha più niente e che vuole soltanto parlare. Caleb e Ian partecipano a un matrimonio della famiglia di Caleb, composta da persone molto bigotte e omofobe e il padre stesso è un prete. I due decidono quindi di mettersi in mostra ballando insieme. Alla fine del matrimonio, i due se ne vanno. Quando Caleb chiede a Ian cosa vogliono fare, gli dice che vuole lui, e i due cominciano a baciarsi sul ponte. Chuck è stato espulso da scuola per un tema pro-nazismo basato sul Mein Kampf. 

## Abitudini pericolose
- Titolo originale: Be a Good Boy. Come for Grandma.
- Diretto da: Iain B. MacDonald
- Scritto da: Nancy M. Pimental

### Trama
Lip sperimenta una crisi sessuale: infatti non riesce più a eccitarsi. Inizialmente dopo averne parlato col suo professore, smette di bere alcol, ma vede che non ha effetto. Successivamente torna a casa dove incontra Queenie e dopo un confronto tra rimedi olistici e scientifici, lei gli fa un massaggio ai piedi e con stupore di Lip lui arriva ad avere un'erezione. Risolti i suoi problemi, ha un rapporto sessuale con tre ragazze contemporaneamente. Ian e Caleb continuano la loro relazione; dopo un'uscita al cinema con gli amici di Caleb, i due finiscono a letto e rivelano i loro scheletri nell'armadio di cui avevano parlato per tutto il giorno: Ian è bipolare, Caleb sieropositivo. Nessuno dei due si arrabbia con l'altro. Debbie è in un negozio per articoli da bambini e incontra Larry, che dice di voler comprare qualcosa per la sorella incinta, ma essendo indeciso si fa aiutare da Debbie. Incontratisi di nuovo fuori dal negozio, Larry la invita al ristorante e la riaccompagna poi a casa, ma prima di salutarla le accarezza e bacia la pancia. Il giorno dopo Debbie lo incontra in una palestra piena di donne incinte e scopre che Larry è un feticista di donne incinte. Lei se ne va disgustata. Carl è determinato a uscire dal giro della droga, dato che non vuole più avere a che fare con possibili morti, ma i ragazzi con cui lavorava non sono d'accordo, tanto che si procura una cicatrice sulla fronte, prontamente cucita da Veronica, a cui Carl rivela questo suo desiderio, ma le fa promettere di non dirlo a Fiona. Tuttavia V lo dirà a Kevin, che lo dirà a sua volta a Fiona, dato che non sa mantenere i segreti. Carl fa aiutare da Sean, con successo, anche se entrambi sono costretti a cedere tutti i loro vestiti e Sean anche la sua macchina. Sean, nel frattempo, ha ancora Will con sé, che sembra essere arrabbiato con Fiona. Lei sembra capire il perché, e tenta quindi di farselo amico portandolo al ristorante e a provare degli hoverboard. Quando va a casa per vedere come sta a Carl, Will, a insaputa di Fiona, trova una delle pistole di Carl, e viene trovato da Sean mentre gioca con questa. Da qui nasce un'accesa discussione con Fiona, dato che Sean potrebbe perdere la custodia di Will. Frank ha deciso di prendere il giro di vendite di Carl, e dopo la ronda per la difesa di quartiere riesce ad ottenere un pacco di cocaina da vendere in Indiana. Tuttavia, quando va a chiedere una mano al signore che lo aiutava a riscuotere i soldi, questi vuole provare la cocaina, ma la cosa degenera in un party nel retro del locale. Frank e il collega sostituiscono la coca con del lassativo per bambini, ma Frank viene scoperto dopo la vendita e inseguito da quelli del clan. 

## L'anello mancante
- Titolo originale: A Yurt of One's Own
- Diretto da: Ruben Garcia
- Scritto da: Davey Holmes

### Trama
Frank è inseguito dai venditori di cocaina, ma vedendo che Debbie sta partendo con Queenie e Chuck per il suo campo si unisce a loro. Arrivato lì, tuttavia, scopre che Debbie ha una tenda tutta sua, mentre lui deve condividere Queenie con altri signori in rapporti sessuali a quattro. Oltre a ciò, deve spalare compost, feci umane, e alimentare il generatore pedalando su una bici. Propone a Debbie di andarsene, ma lei vuole restare, dato che si trova molto bene e la gente si interessa di lei e del bambino. Sta per andarsene, quando Queenie lo porta in una piantagione di oppiacei, convincendolo così a restare. Sean è ancora arrabbiato con Fiona, e sembra voglia fare di tutto per evitarla. Al Patsy's si presenta Gus, con una bottiglia di liquore per scusarsi e un invito a Fiona a presentarsi dai suoi avvocati il giorno successivo per la richiesta di divorzio, chiedendole di portare l'anello. Poiché Fiona lo ha impegnato, va al monte dei pegni, convinta di poterlo comprare con 1900$. Il commesso tuttavia le dice che i tre mesi per quella possibilità sono passati, e ora ne costa 6000. Preoccupata che Gus possa farle causa, si fa dare consulenza da un avvocato, che chiama i legali di Gus. Lui a sua volta chiama Fiona, arrabbiato perché pensa che voglia truffarlo ancora una volta. Il giorno dopo Fiona e il suo avvocato si presentano dai legali di Gus, e quando Fiona assicura a Gus che l'anello è ancora lì, loro gli dicono che è stato venduto e propongono un risarcimento di 15000$. A questo punto l'avvocato di Fiona le propone di fare causa a Gus e chiedergli i soldi per averla usata ne "La parola con la F". Sembra vada tutto bene, quando la segretaria informa che c'è un uomo per Fiona: Sean. Ha comprato lui l'anello, e con meraviglia di Fiona, le chiede di sposarla con l'anello di Gus, che poi gli restituisce, davanti a tutto lo studio, e lei accetta. Carl ha ottenuto il lavoro come lavapiatti, ma non vuole farlo sapere in giro, dato che è un lavoro umile e la paga insoddisfacente. Dominique però è attratta da lui e va a trovarlo, dicendo che quello è un vero Carl, e lo bacia. Gli chiede poi se può registrarla mentre suona il violino, e Carl accetta.  Tuttavia, si scopre poi che Dominique non aveva bisogno di ciò, ma voleva fare sesso con Carl, per perdere la verginità. Ian e Lip sono a una festa al college, e Ian riceve una telefonata: è Mandy, che gli chiede di andare all'hotel dove sta e di non dire niente a Lip. Arrivato, scopre che Mandy ora fa la escort, e c'è un cadavere nel bagno. Dopo un tentativo di liberarsi del cadavere, chiamano li 911, senza problemi per Mandy. Questa passa poi la notte da Ian, che le pulisce il vestito sporco di sangue, e i due hanno una conversazione sulle loro vite e si abbracciano. Lip parla ad una ragazza con cui crede di aver avuto un rapporto sessuale a 4, ma dopo aver fatto una figuraccia si ubriaca, per risvegliarsi in ospedale. A chiamare l'ambulanza è stata la stessa ragazza con cui aveva parlato, Brina, ma lui si arrabbia con lei perché tutte le procedure mediche costano 2000$, e lui crede che l'abbia salvata solo per vendicarsi. Tornato a casa, incontra Mandy: i due si guardano senza scambiarsi una parola, e Mandy se ne va. Un ispettore dell'immigrazione ha scoperto che Svetlana è immigrata illegalmente e sta per espellerla. Kev e V non possono permettersi di lasciarla andare, e dopo varie analisi arrivano alla conclusione che l'unica soluzione è che V sposi Svetlana. Kevin tuttavia non sembra convinto, dato che Svetlana sembra attratta da V e scopre cose su V che non sapeva.

## Il paradiso perduto
- Titolo originale: Paradise Lost
- Diretto da: Lynn Shelton
- Scritto da: Etan Frankel

### Trama
Debbie e Frank sono ancora al campo di Queenie: Frank se la sta passando, tra rapporti sessuali e lotta greco-romana immerso nel fango; Debbie invece è prossima al parto e viene trasferita nella tenda della nascita, ma non è convinta dalla signora che dovrebbe aiutarla a partorire, in quanto è vecchia, non pratica da molto e ha strumenti antiquati in pessime condizioni igieniche. Chiede quindi a Frank di portarla a casa. Appena arrivati, Frank viene sequestrato dagli spacciatori a cui aveva rubato la cocaina, prossimi a torturarlo, ma lui li convince a risparmiarlo portandoli al campo promettendo oppio. Arrivati al campo, vengono scoperti, e inizia una sparatoria, da cui Frank scappa. Debbie sta per partorire, ma non avendo tempo per l'ambulanza deve farlo in casa, aiutata da V. La bimba nasce sana, e lei la chiama Frances, in onore di Frank, per poi andare via in ambulanza. Ian sta per fare il test per l'AIDS, ma non vuole che Caleb sia presente perché non vuole che venga a sapere della sua vita come spogliarellista. Va poi a fare l'esame da paramedico, che passa a pieni voti, ma quando torna a casa dice che nei moduli gli chiedono se ha una storia di disturbi mentali: Caleb gli dice di mentire. Lip e il suo professore devono consegnare i voti di metà semestre, ma il professore si aspetta che sia Lip a fare tutto il suo lavoro. Lip tiene un colloquio per cominciare a costruirsi una carriera. Tuttavia, Lip viene cacciato dalla casa, in quanto durante la festa ha urinato sulle pareti e su una delle sorelle e, oltre a ciò, gli viene richiesto di partecipare a incontri per ragazzi con problemi di alcolismo. Quando torna nell'ufficio, il professore è deluso perché non ha valutato i compiti, ma Lip si arrabbia con lui poiché gli ha rubato un progetto a cui stava lavorando prendendosene il merito, e se ne va malamente. Carl e Dominique incontrano il padre di lei, e Carl tenta di fare una buona impressione, senza convincere troppo. Il padre lo porta in giro nella volante, e Carl si dimostra essere utile quando cattura un ragazzo mentre scappava da una jeep. Alla fine della serata, il padre dice che lo tiene d'occhio comunque, e non vuole che lui e Dominique facciano sesso. Carl tuttavia è rimasto impressionato dal padre e pensa di voler diventare poliziotto. Fiona e Sean hanno in programma di sposarsi, e Fiona si prepara, col vestito di Monica, e con una festa di addio al nubilato. Kevin non vuole che Svetlana sposi Veronica, tra le quali comincia ad esserci intimità, quindi tenta di procurare una nuova identità a Svetlana, facendosi truffare. Alla festa d'addio al nubilato, Kevin scopre che le due si sono già sposate nel pomeriggio, e anche se V non sembra dia molto peso alla cosa, Kevin è ferito, perché è stato aggirato. 

## Non dormire più
- Titolo originale: Sleep No More
- Diretto da: Anthony Hemingway
- Scritto da: Sheila Callaghen

### Trama
I Gallagher fanno fatica a dormire per il fatto che Frances urla tutta notte. Debbie va a scuola con lei, ma le dicono che non può frequentare le lezioni e deve studiare a casa. Mentre sta studiando però, a casa della mancanza di sonno, lascia cadere la bambina sul pavimento. Quando Fiona torna a casa, la trova nel vano del sottoscala, depressa per non saper essere una buona madre; nonostante Debbie l'abbia tratta male declinando le sue proposte di aiuto, Fiona la aiuta comunque. Frank sta assumendo atteggiamenti paterni nei confronti di Fiona, con la scusa del fatto che si è perso la nascita di sua nipote. Si offre quindi di pagare per il ricevimento di Fiona, con sorpresa di tutti, in particolare di Fiona e Sean, che scommettono in quanto tempo mollerà. In realtà Frank sta ricevendo i soldi usando Liam come un mendicante e ricattando la famiglia di Derek con una minaccia di stupro; questi lanciano un mattone in casa loro, ma quando Frank viene interrogato reagisce come niente fosse, portando Sean a picchiarlo, per poi farsi cacciare di casa. Sulla metro trova un signore che lui paga 2000$ per uccidere Sean. Ian ha cominciato come paramedico, e sembra andare molto bene, quando il suo capo scopre della sua condizione mentale, e lo licenzia. Lip tenta di ricucire i rapporti col professor Youens, ma quando questi continua a trattarlo male, decide di deriderlo pubblicamente in aula. I due cominciano a litigare, e Lip viene licenziato. Per la rabbia rompe i vetri della macchina del professore, per poi venire arrestato. Carl vuole diventare poliziotto, ma quando chiede consigli al padre di  Dominique, questi gli dice prima di assumersi delle responsabilità, cosa che fa. Fiona sta preparando il ricevimento, e non può trattenere la gioia quando entra in chiesa. Dopo il litigo tra Frank e Sean, anche lei discute con Sean, salvo poi dirgli di tornare in casa. Veronica, Kevin e Svetlana hanno avuto una visita dall'immigrazione, e nonostante non credano a una sola parola, non hanno prove. Quando V e Svetlana si trovano a letto hanno un rapporto sessuale, e così pure il giorno dopo al bar. V si confessa a Kev, dicendo che è confusa ma che vuole continuare con entrambi. Anche Kevin è confuso e allo stesso tempo eccitato dalla possibilità di aver una threesome, quindi decidono di fare un calendario in cui si stabilisce chi avrà rapporti con chi.

## La famiglia nonostante i Gallagher
- Titolo originale: Familia Supra Gallegorious Omnia!
- Diretto da: Christopher Chulack
- Scritto da: John Wells

### Trama
Frank, dopo la lotta con Sean, si introduce in casa furtivamente e si vendica. Torna poi da Bruno, il "killer" a cui aveva chiesto di uccidere Sean, ma scopre di essere stato truffato. Compra quindi una pistola per uccidere Sean, ma le occasioni gli sfuggono. Carl continua ad assumersi responsabilità, ma il padre di Dominique gli dice che lui non gli piace e che non ha in programma di farselo piacere. Lip esce su cauzione, pagata dal professor Youens. Questi gli fa notare che ha un problema di alcolismo, e che deve andare in riabilitazione. Debbie tenta di fare la madre, e al controllo per Franny la dottoressa le dice che la bambina è a posto, ma che è preoccupata per lei invece. Ian, dopo essere stato licenziato, va a cercare lavoro sia all'università che in altri posti, ma viene continuamente respinto. Torna quindi dai paramedici, e dice che non se ne andrà senza il suo lavoro. Riceve il supporto dei colleghi, e ritorna al lavoro. Kevin, Svetlana e Veronica continuano la loro vita a tre, con grande stupore di tutti. Fiona e Sean si stanno preparando per il matrimonio, con anelli e lezioni di danza. La sera prima del matrimonio Frank entra nell'ufficio di Sean rompendo una finestra. Il giorno del matrimonio sono tutti presenti, ma quando il prete chiede chi accompagna la sposa Frank irrompe dicendo che è il suo compito. Si instaura una discussione sui difetti della famiglia Gallagher, e si arriva poi a sapere che Sean è ancora sotto l'effetto dell'eroina. Will se ne va e Fiona scoppia in lacrime. Fuori dalla chiesa Sean le chiede scusa e le dice che riaccompagna Will e chiederà di non perdere la custodia, dicendo che è più importante. Alla fine della puntata, i Gallagher e Kevin, Svetlana e Veronica gettano Frank nel fiume. 